# Štětinec laločnatý
Štětinec laločnatý (Echinocystis lobata) je jednoletá popínavá rostlina s ježatými, vejčitými plody, jediný druh rodu štětinec, jednoho z téměř sta rodů čeledě tykvovitých.

## Výskyt
Rostlina pochází se Severní Ameriky, kde vyrůstá v Kanadě a ve Spojených státech. Zhruba okolo roku 1900 byla rozšířena i do Evropy, prvá zmínka je z roku 1906 z Rumunska, na našem území byl její výskyt poprvé doložen o pět let později.
V Americe jsou jeho přirozeným biotopem listnaté lesy v říčních aluviích, dlouhodobě vlhké břehy okolo jezer, křoviny i stepí. U nás to jsou lužní lesy, keře okolo vodních toků a nádrží, zanedbaná vlhká pole i rumiště, nejčastěji roste na říčních náplavách. Dává přednost prosluněným vlhkým místům, ve stínu nebo suchu roste minimálně. Pro svůj rychlý růst, atraktivní listy a hlavně plody bývá účelově vysazován na pokrytí plotů, pergol, zdí nebo nevzhledných míst, za příznivých podmínek vytváří v krátké době mohutné porosty. Tehdy často zplaňuje a hbitě se pak šíří, hlavně podél řek a potoků, do volné přírody.
V České republice je evidován výskyt štětince laločnatého v jihozápadních Čechách, Polabí, okolí Berounky a na jihovýchodní Moravě. Všechna místa výskytu však nejsou přesně známa, příčinou je rychlé šíření a dosud malá odborná pozornost tomuto druhu věnována.
Nejčastěji se vyskytuje ve společenstvech svazů Arction lappae a Senecion fluviatilis, o něco řidčeji vyrůstá v porostech křovinatých vrb a ve společenstvech svazů Salicion albae, Salicion cinereae a Salicion triandrae.

## Popis
Jedná se o jednoletou, jednodomou popínavou rostlinu s dutou, na průřezu pětihrannou, větvenou lodyhou dorůstající do délky 5 až 12 m. Lodyha vyrůstá z poměrně mělce kořenícího, tenkého, růžicovitě se rozrůstajícího kořene s jednotlivými paprsky dlouhými až 15 cm a tlustými jen 1 mm. Ve středoevropských podmínkách klíčí v květnu, kvete od července do září a říjnu již usychá.

### Listy
Listy vyrůstající střídavě v průměrné vzdálenosti 12 cm, bývají 3 až 21 cm velké a mívají řapíky 2 až 15 cm dlouhé. Dlanitě žilnaté čepele světle zelené barvy jsou v obrysu okrouhlé, dlanité, s pěti trojúhelníkovými až kopinatými laloky, celokrajné nebo mělce zubaté, podél okrajů krátce chlupaté, s měkkým trnem na koncích laloků.

### Úponky
Naproti listových řapíků vyrůstají světlezelené kroutivé úponky rozvětvené do tří ramen s odklonem 90°. Zajišťují přichycení lodyhy při plazení po zemi nebo u šplhání po podpěře do výšky. Bývají dlouhé do 15 cm, pro přichycení vytvářejí okolo opory závity. Jsou citlivé na dotek, stažením buněk na straně podpory a roztažením na opačné straně se stáčejí a konec úponku se okolo opěry obtáčí několika závity.

### Květy
Jednopohlavné voňavé květy, samčí i samičí, jsou šestičetné, a mají nitkovité světlezelené kališní lístky dlouhé od 1,5 do 3 mm.
Samčí květy hvězdicového tvaru, mající v průměru 1,2 až 1,8 cm, vyrůstají z paždí listů v mnohokvětých latách nebo hroznech dlouhých 5 až 20 cm. Korunu mají kolovitou s krátkou trubkou s čárkovitými, na koncích špičatými lístky které jsou žláznatě chlupaté a mají bílou barvu. Mají tři tyčinky se srostlými krátkými nitkami nesoucími bledě zelené prašníky 1 mm dlouhé a 0,8 mm široké ve tvaru písmene S.
Samičí květy, 15 až 24 mm široké, rostou po jednom nebo až po třech v paždí listů u stonku samčího květenství a rozvíjejí se asi za týden po samčích květech. Mají nící zvonkovitou korunu s lístky 7 až 12 mm dlouhými a 1 až 2 mm širokými které jsou barvy bílé až nažloutlé. Obsahují dále zelený dvoudílný semeník s krátkou a tlustou zelenou čnělkou zakončenou plochou oválnou bliznou. Květy rozkvétají od července do září, opylovány jsou hmyzem.

### Plody
Plody vypadají jako drobné podlouhlé melouny zelené barvy porostlé měkkými štětinami, které připomínají ostny. Visí z lodyh na stopkách, dozrávají za 4 až 6 týdnů po opylení. Mají tvar eliptické duté bobule, jsou průměrně velké 4 až 6 × 2,5 až 4 cm a jsou po obvodu dlouze štětinatě chlupaté. Uvnitř jsou rozděleny do 4 komůrek obsahující po jednom oválném, tmavě hnědém semeni dlouhém 12 až 20 mm a širokém 7 až 10 mm.
Plody po dozrání vysychají a hnědnou, ve spodní části se otevírají a semena jsou do okolí vypuzována hydrostatickým tlakem rychlostí 11,5 m/s (cca 40 km/h). Rozptýlená semena požírají ptáci a hlodavci kteří také zajišťují jejich roznesení do vzdálenějšího okolí. Pravděpodobně tím podstatným elementem sloužícím k dálkovému rozšiřování semen je vodní hladina, po které dokáže semeno plout dokud nenabobtná a neklesne ke dnu.

## Invazivní druh
Štětinec laločnatý je v ČR i Evropě považován za invazivní rostlinu, která využívá téměř úplné neexistence přirozených nepřátel. Vyskytuje se na přirozených stanovištích i v místech pozměněných lidskou činností. Tento neofyt byl na území  současné České republiky prvně zaregistrován v roce 1911. V současnosti ještě není nepřítelem č. 1, ale je považován za potenciálně nebezpečný druh. Je zařazen mezi 100 nejnebezpečnějších invazních druhů v Evropě.

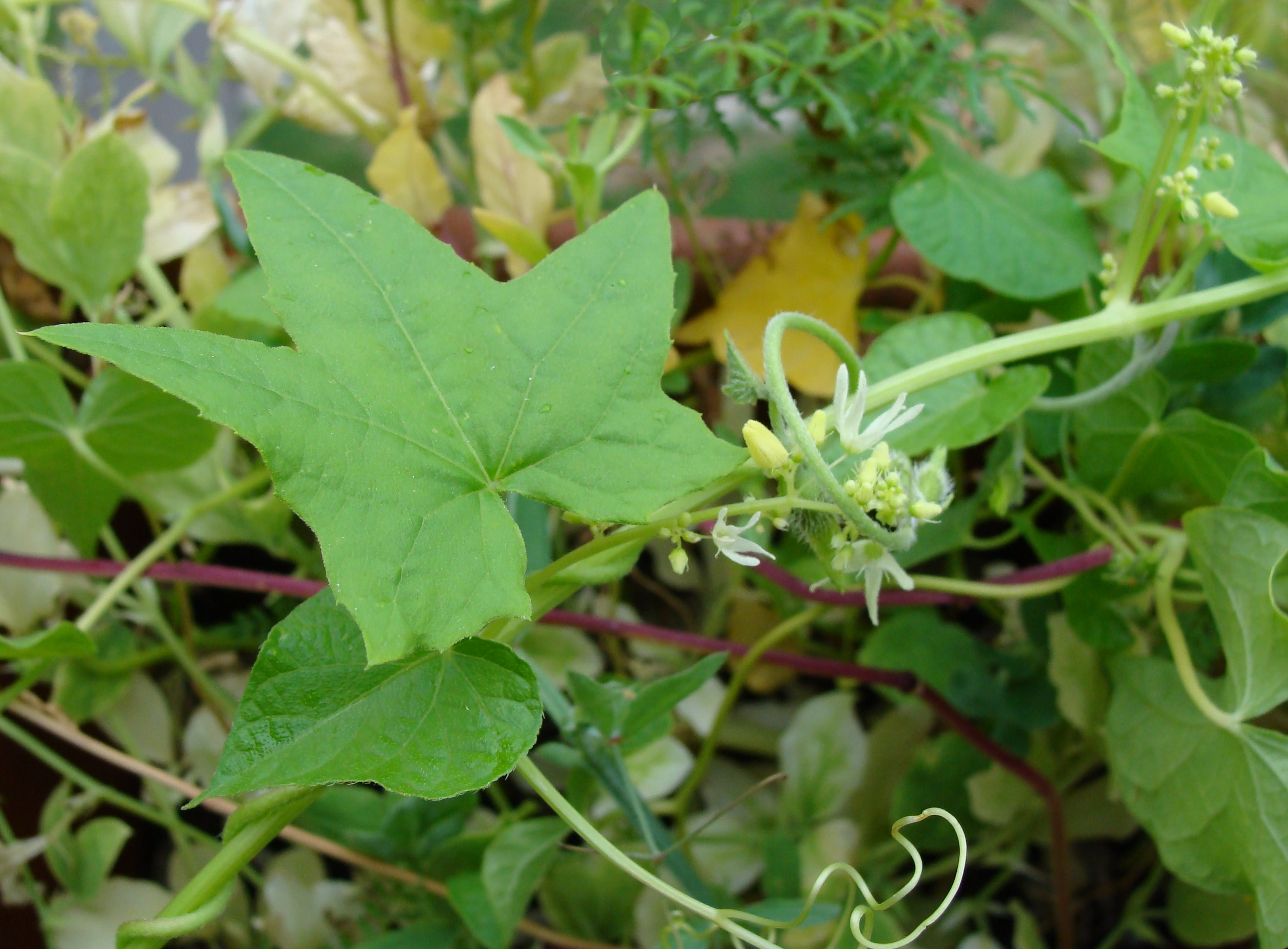
List a úponky
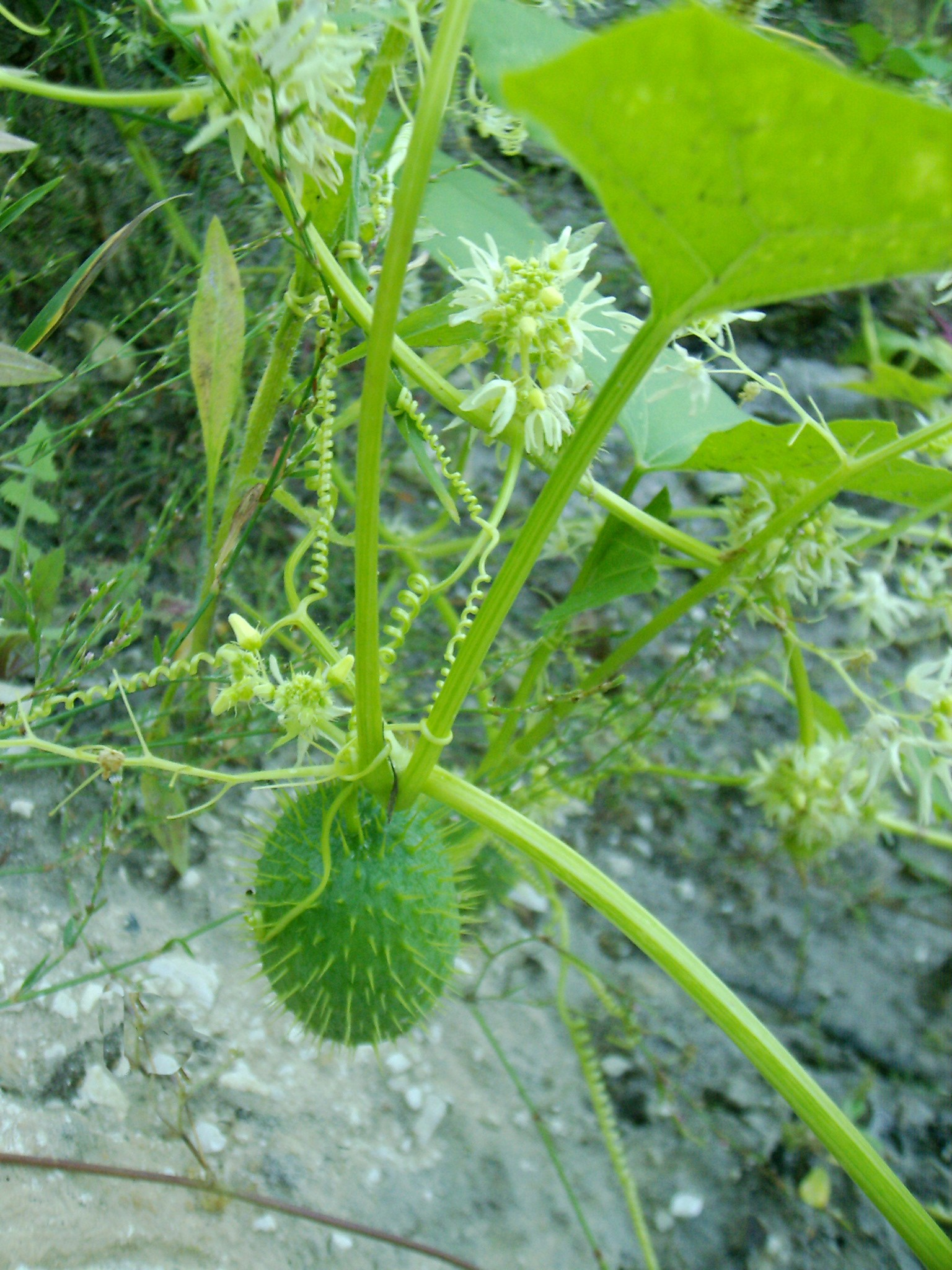
Nezralý plod
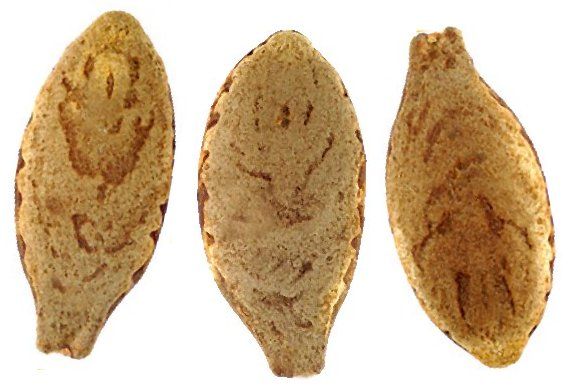
Semena
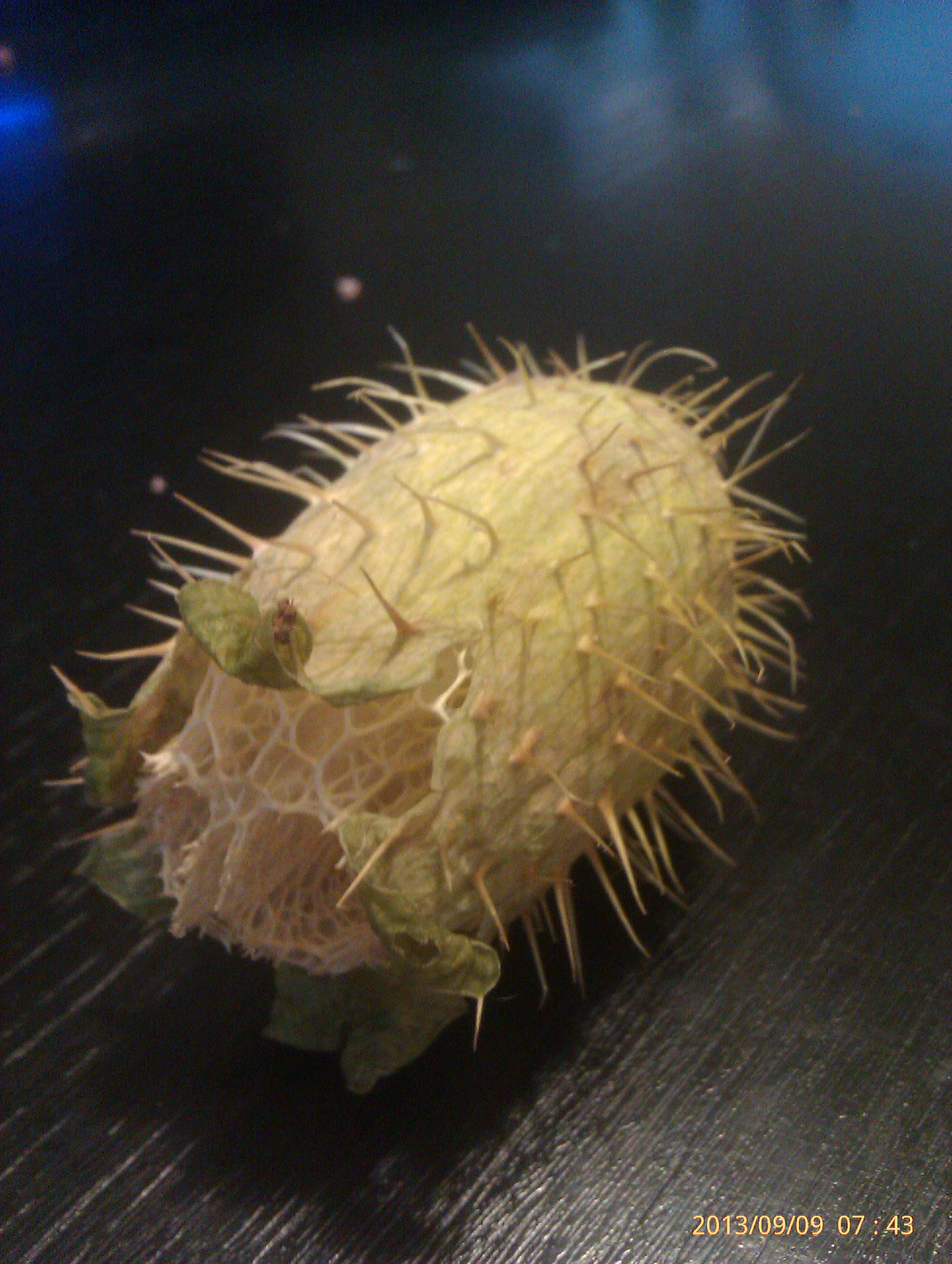
vyzrálý, vyschlý plod s puklinou
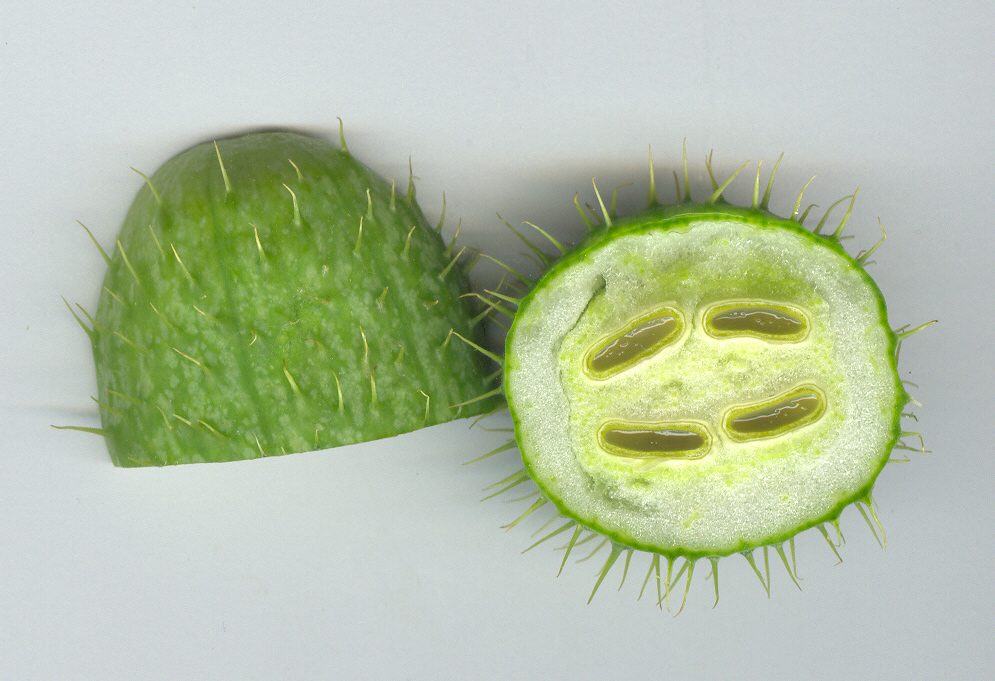
Řez nezralým plodem štětince